# Nesyt
Nesyt är en sjö i Tjeckien.   Den ligger i regionen Södra Mähren, i den sydöstra delen av landet, 220 km sydost om huvudstaden Prag. Nesyt ligger 170 meter över havet. Arean är 2,3 kvadratkilometer.Trakten runt Nesyt består till största delen av jordbruksmark. Den sträcker sig 1,9 kilometer i nord-sydlig riktning, och 2,7 kilometer i öst-västlig riktning.
Följande samhällen ligger vid Nesyt:
- Sedlec (776 invånare)